# 櫻いいよ
櫻 いいよ（さくら いいよ）は、日本の小説家。奈良県出身、大阪府在住。

## 経歴・人物
2012年に『君が落とした青空』（スターツ出版）でデビュー。2015年には、本作品は同社の「スターツ出版文庫」創刊3作品の１つとなり、映画化され2022年2月に公開された。2022年8月現在で発行部数は累計24.2万部を突破している。
第7回ネット小説大賞を『それでも僕らは、屋上で誰かを想っていた』で受賞。
『交換ウソ日記』は、2020年にTikTokで話題を集めシリーズ化、コミカライズされ、2021年には野いちごジュニア文庫化、シリーズ累計発行部数は65万部を突破している。本作品は映画化され、2023年7月に公開された。
青春時代の恋愛や心の傷を描いた作品には定評があり、10代を中心に人気を博している。

## 作品リスト

### 書籍
- 君が落とした青空（2012年2月、スターツ出版〈ケータイ小説文庫〉/ 2015年12月、〈スターツ出版文庫[注 1]〉）
- 乳房にメス（2012年10月、スターツ出版単行本）
- 交換ウソ日記（2014年8月、スターツ出版〈ケータイ小説文庫〉/ 2017年8月、〈スターツ出版文庫〉）
- 黒猫とさよならの旅（2016年3月、〈スターツ出版文庫〉）
- きみと、もう一度 （2016年8月、〈スターツ出版文庫〉）
- 飛びたがりのバタフライ （2017年1月、〈スターツ出版文庫〉）
- 星空は100年後 （2018年3月、〈スターツ出版文庫〉/ 2023年1月、スターツ出版単行本）
- 海と月の喫茶店 （2018年6月、〈小学館文庫キャラブン!〉）
- 図書室の神様たち （2018年11月、〈小学館文庫キャラブン!〉）
- 1095日の夕焼けの世界（2018年12月、〈スターツ出版文庫〉）
- ウラオモテ遺伝子（2019年3月、〈PHPジュニアノベル〉）
- 世界は「」で満ちている（2019年4月、PHP研究所〈カラフルノベル〉）
- 真夜中だけの十七歳（2019年7月、〈ポプラ文庫ピュアフル〉）
- そういふものにわたしはなりたい（2019年10月、〈スターツ出版文庫〉）
- 僕らに月は見えなくていい （2019年11月、〈宝島社文庫〉）
- それでも僕らは、屋上で誰かを想っていた（2020年1月、〈宝島社文庫〉）
- 偽りの君と、十四日間の恋をした（2020年7月、KADOKAWA単行本）
- イイズナくんは今日も、（2020年7月、PHP研究所〈カラフルノベル〉）
- 近くて遠くて、甘くて苦い 咲月の場合（2020年9月、〈講談社青い鳥文庫〉）
- 近くて遠くて、甘くて苦い ひかりの場合（2020年12月、〈講談社青い鳥文庫〉）
- 交換ウソ日記2 ~Erino's Note~（2020年12月、〈スターツ出版文庫〉）
- わたしは告白ができない。（2021年1月、〈角川文庫〉）
- 近くて遠くて、甘くて苦い ゆっこの場合（2021年5月、〈講談社青い鳥文庫〉）
- きみに「ただいま」を言わせて（2021年6月、〈実業之日本社文庫〉）
- アオハルの空と、ひとりぼっちの私たち（2021年8月、〈集英社オレンジ文庫〉）
- 交換ウソ日記3 ~ふたりのノート~（2021年10月、〈スターツ出版文庫〉）
- 交換ウソ日記1 しわくちゃのラブレター（2021年7月、スターツ出版〈野いちごジュニア文庫〉）
- 交換ウソ日記2 まっさらのノート（2021年11月、スターツ出版〈野いちごジュニア文庫〉）
- 君が落とした青空（2021年12月、スターツ出版〈野いちごジュニア文庫〉）
- 世界は「」で沈んでいく（2022年2月、PHP研究所〈カラフルノベル〉）
- いつか奏でる恋のはなし（2022年8月、マイナビ出版〈ファン文庫Tears〉）
- わたしを変えた恋 （2022年11月、〈スターツ出版文庫〉）
- 世界は「」を秘めている（2023年2月、PHP研究所〈カラフルノベル〉）
- 小戸森さんちはこの坂道の上（2023年5月、〈角川文庫〉）
- 交換ウソ日記 ヒミツの告白練習ノート（2023年6月、スターツ出版〈野いちごジュニア文庫〉）
- 猫だけがその恋を知っている(かもしれない)（2023年8月、〈集英社文庫〉)

### アンソロジー作品
「」内が著者の作品。
- 「滴る欲望、雨の味」「ラブコール」 - 密フェチ 私の好きな彼の××（2012年12月、スターツ出版単行本）に所収。
- 「雨の日に、傘はいらない」「五分後の景色」 - あなたを好きになった瞬間（2018年2月、ポプラ社〈たちまちクライマックス!〉）に所収。
- 「ばいばい、またいつか」「半透明のフレンド」 - キミに会えてよかった（2018年2月、ポプラ社〈たちまちクライマックス!〉）に所収。
- 「携帯電話で待ち合わせ」 - ほんとはずっと好きだった（2018年7月、ポプラ社〈たちまちクライマックス!〉）に所収。
- 「太陽の赤い金魚」 - きみに、涙。 スターツ出版文庫 7つのアンソロジー①（2019年4月、〈スターツ出版文庫〉）に所収。
- 「プロローグ」「マスクの笑顔」「菜の花の国のアリス」「恋する味方の集会所」「お母さんの日」「春のいたずら」「きみがこぼした花」 - ラストで君は「まさか!」と言う 春の物語 （2020年2月、PHP研究所〈3分間ノンストップショートストーリー〉）に所収。
- 「掌のいとしい他人たち」 - 小説の神様 わたしたちの物語 小説の神様アンソロジー（2020年4月、〈講談社タイガ〉）に所収。
- 「風花パート」 - きみの知らない十二ヶ月目の花言葉（2020年4月、〈スターツ出版文庫〉）に所収。
- 「放課後の探しもの」「夢じゃ終われない」「僕の家族」「初恋ブックマーク」「証拠隠滅大作戦」「保健室のティータイム」 - ラストで君は「まさか!」と言う 見えない秘密（2020年8月、PHP研究所〈3分間ノンストップショートストーリー〉）に所収。
- 「こわいのは、きみ」「ハツコイドリーム」「そこに彼がいたから、」「アイスクリームとプロポーズ」「降り止まないスノードーム」 - ラストで君は「まさか!」と言う 12歳の物語（2020年12月、PHP研究所〈3分間ノンストップショートストーリー〉）に所収。
- 「プロローグ」「神様のヒマつぶし」「きみはだれより美しい」「おやつを食べてあげましょう」「望みのかわりに望むもの」「今日の運勢」 - ラストで君は「まさか!」と言う 神さまのいたずら（2021年9月、PHP研究所〈3分間ノンストップショートストーリー〉）に所収。
- 「冬の恋人」「ウソツキすぎる彼女」「お花をあげる」「はじめての"かわいい"」「彼女のコンビニ」 - ラストで君は「まさか!」と言う 切なすぎるキュン（2021年12月、PHP研究所〈3分間ノンストップショートストーリー〉）に所収。
- 「このアイスキャンディは賞味期限切れ」 - わたしを変えた恋（2022年11月、〈スターツ出版文庫〉）に所収。
- 「初恋談義」「それは死がふたりをわかつまで」「超能力者は秘密が多い」「ぼくらの境界線」「喫茶グレイには恋がある」 - ラストで君は「キュン!」とする 運命の初恋（2023年1月、PHP研究所〈3分間ノンストップショートストーリー〉）に所収。
- 「空、ときどき、地、ところにより浮上」 - それでもあの日、ふたりの恋は永遠だと思ってた（2023年3月、スターツ出版単行本）に所収。
- 「プロローグ」「忘れ物はこちらまで」「トキメキはほどほどに。」「本日、校舎、雨のち晴れのち涙」「勝負は終わらない」「きみのカエデ」 - ラストで君は「キュン!」とする ひみつの放課後（2023年6月、PHP研究所〈3分間ノンストップショートストーリー〉）に所収。
- 「交換ウソ日記～ふたりは今日も、ウソをつく～」 - 交換ウソ日記アンソロジー 〜それぞれの1ページ〜（2023年6月、〈スターツ出版文庫〉）に所収。

## メディア展開

### 漫画化作品
- 交換ウソ日記（上）よしまる（作画）（2020年12月、双葉社〈ジュールコミックス〉）
- 交換ウソ日記（下）よしまる（作画）（2021年4月、双葉社〈ジュールコミックス〉）

### 映画化作品
- 君が落とした青空（2022年2月18日公開、配給：ハピネットファントム・スタジオ、監督:Yuki Saito、主演: 福本莉子、松田元太〈Travis Japan/ジャニーズJr.〉）[5]
- 交換ウソ日記（2023年7月7日公開、配給: 松竹、監督: 竹村謙太郎、主演:高橋文哉）[12]

## 受賞
- 第7回ネット小説大賞[13]